# Ara Sargsjan och Hakob Kojojanmuseet
Ara Sargsjan och Hakob Kojojanmuseet (armeniska: Արա Սարգսյանի և Հակոբ Կոջոյանի տուն-թանգարան) är ett statligt personmuseum i distriktet Kentron i Jerevan i Armenien, som är tillägnat skulptören Ara Sargsjan (1902–1969) och bildkonstnären Hakob Kojojan (1883–1959).
Museet är inrymt i det tvåvåningshus vid Pusjkingatan som Ara Sargsian och Hakob Kojoyan bodde och arbetade ifrån 1934. Det grundades 1973 och är en filial till Armeniens nationalmuseum.

## Bildgalleri

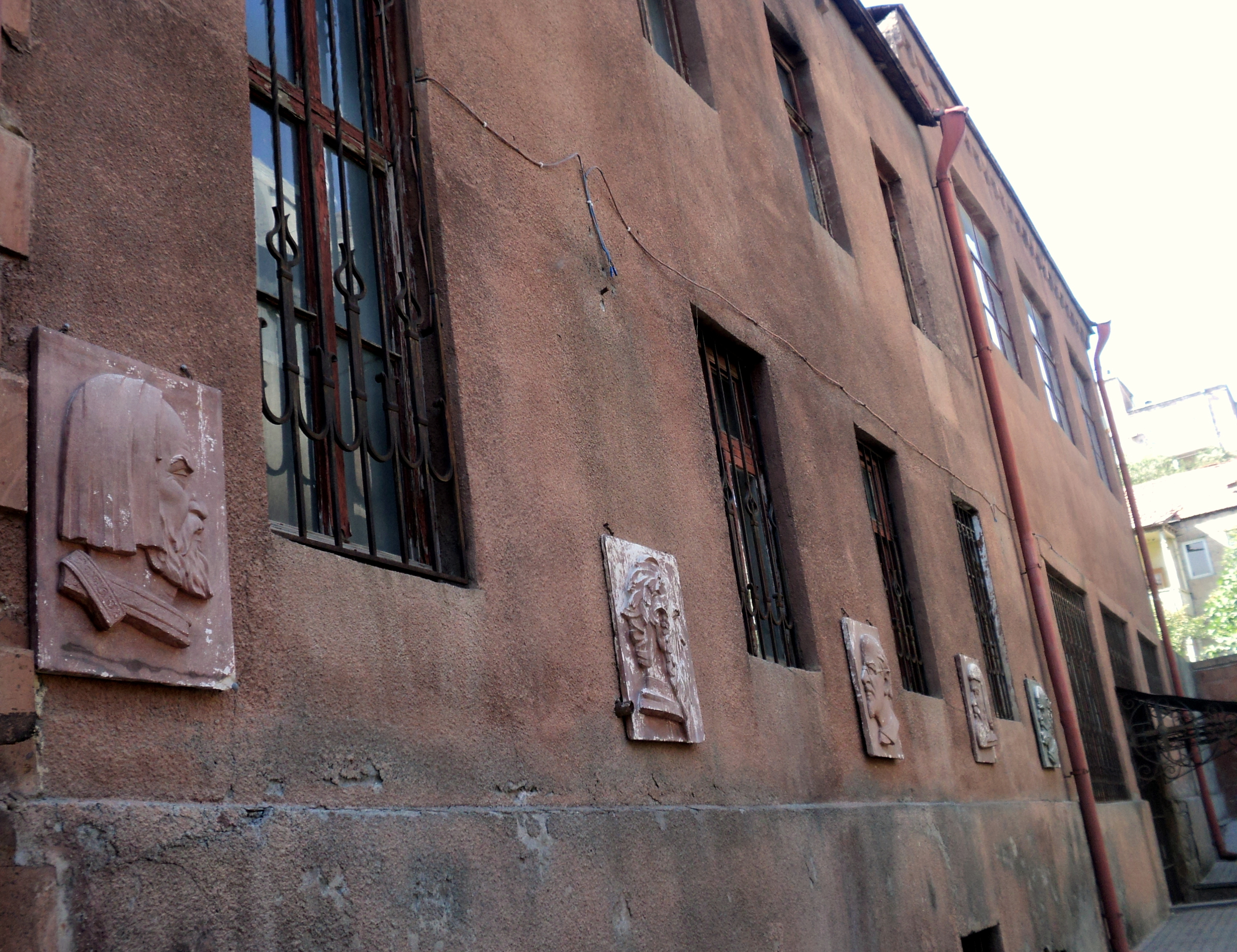
Exteriör
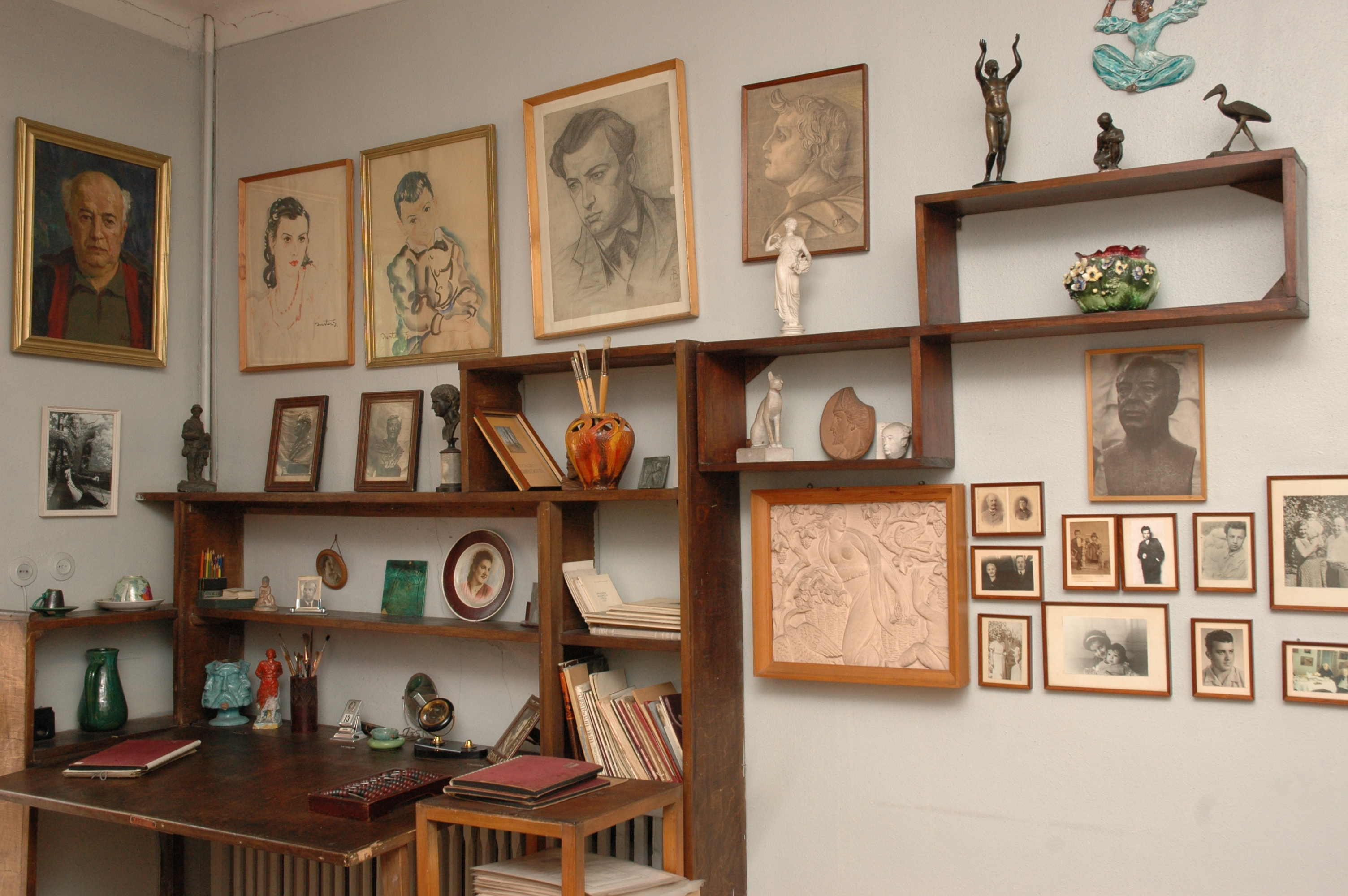
Ara Sargsjans arbetsrum
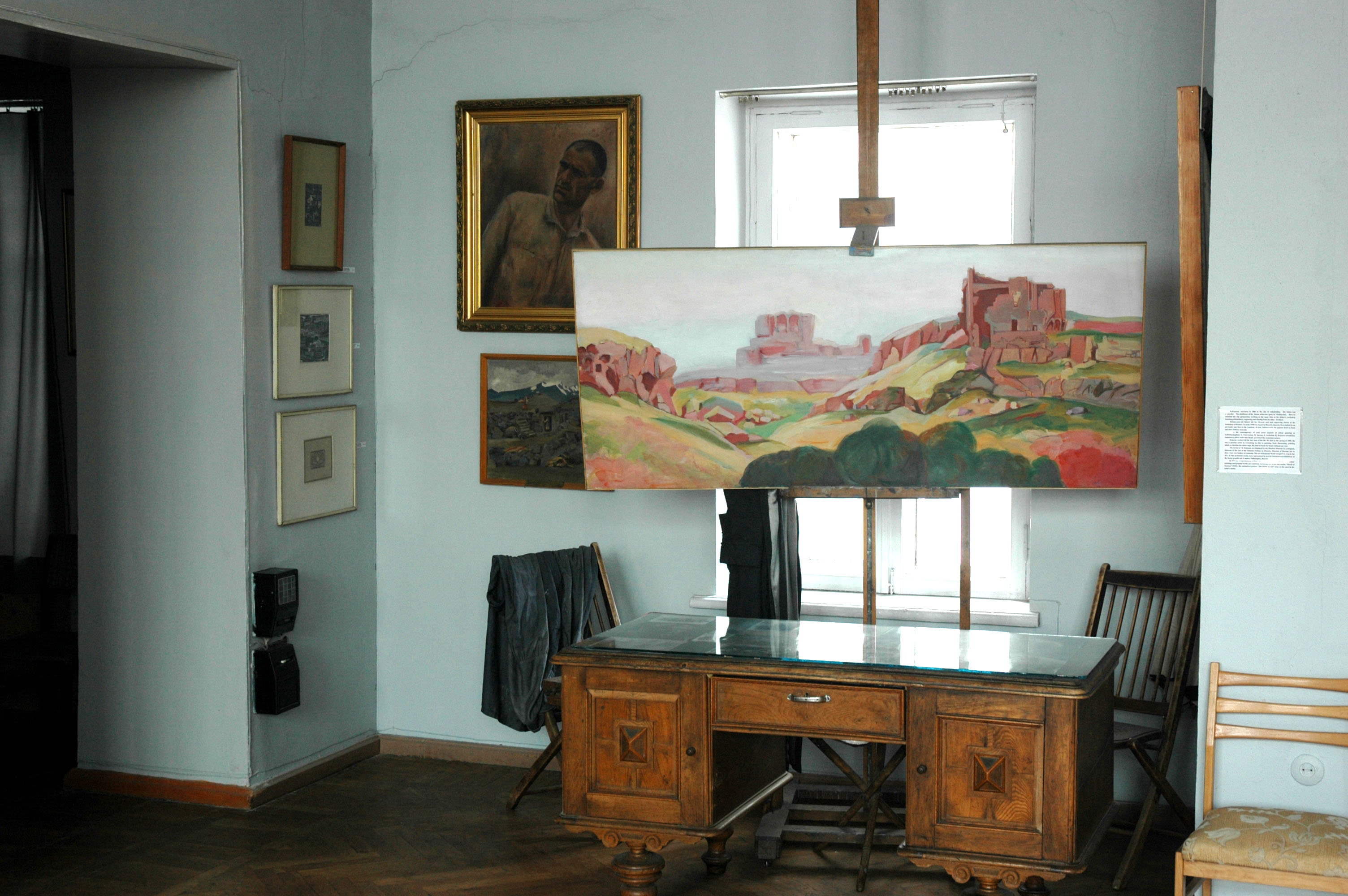
Hakob Kojojans arbetsrum
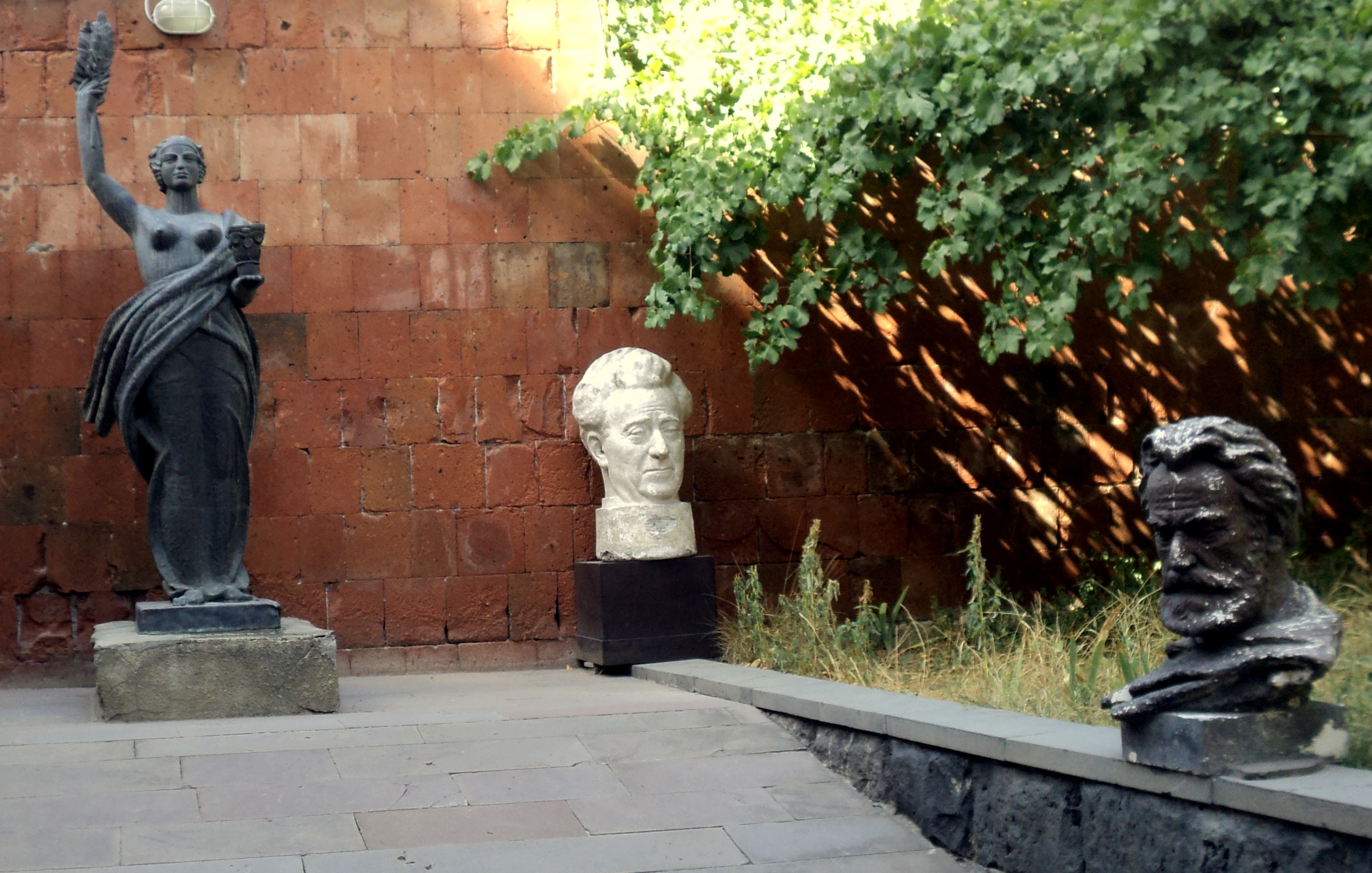
Gården
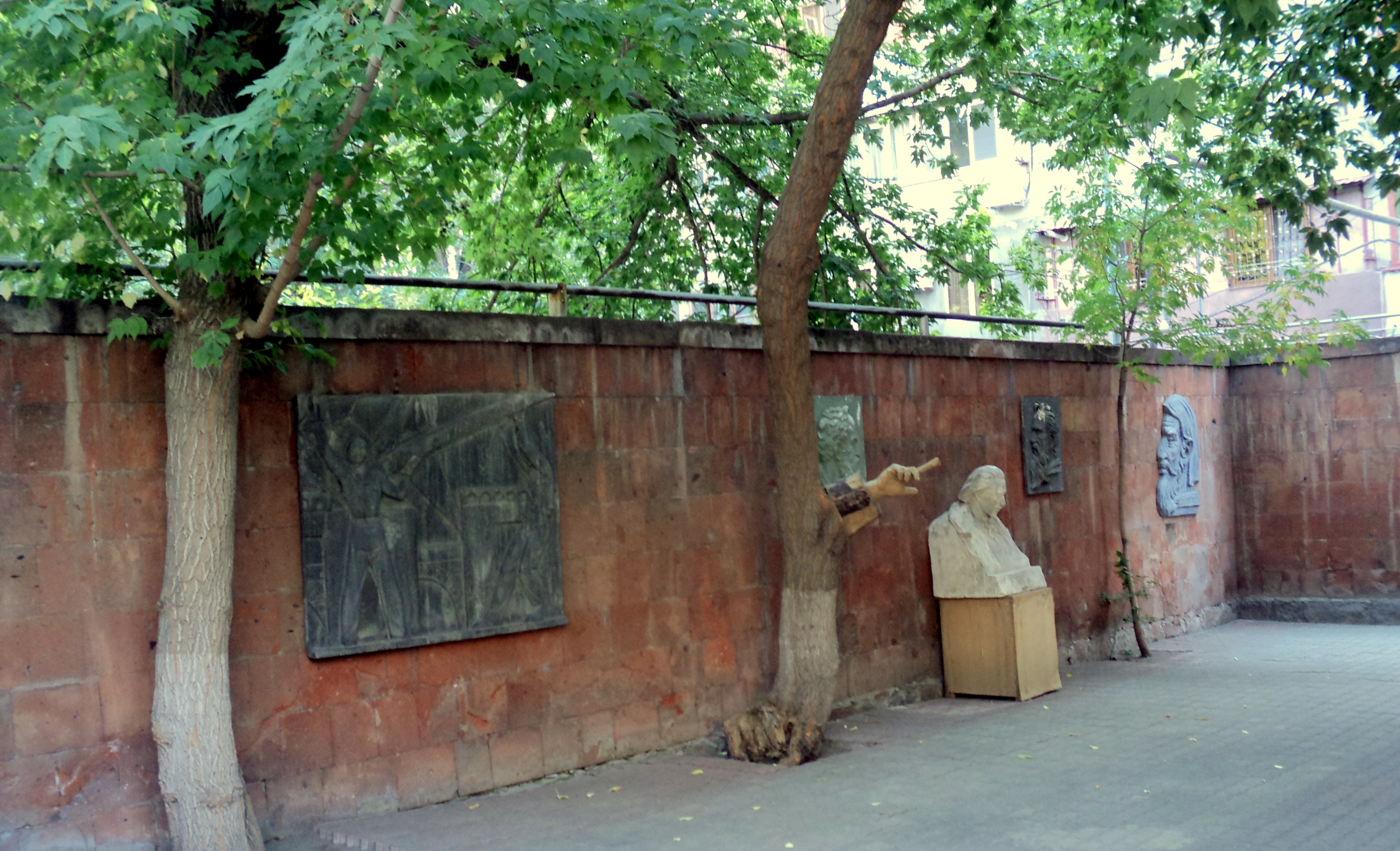
Gården
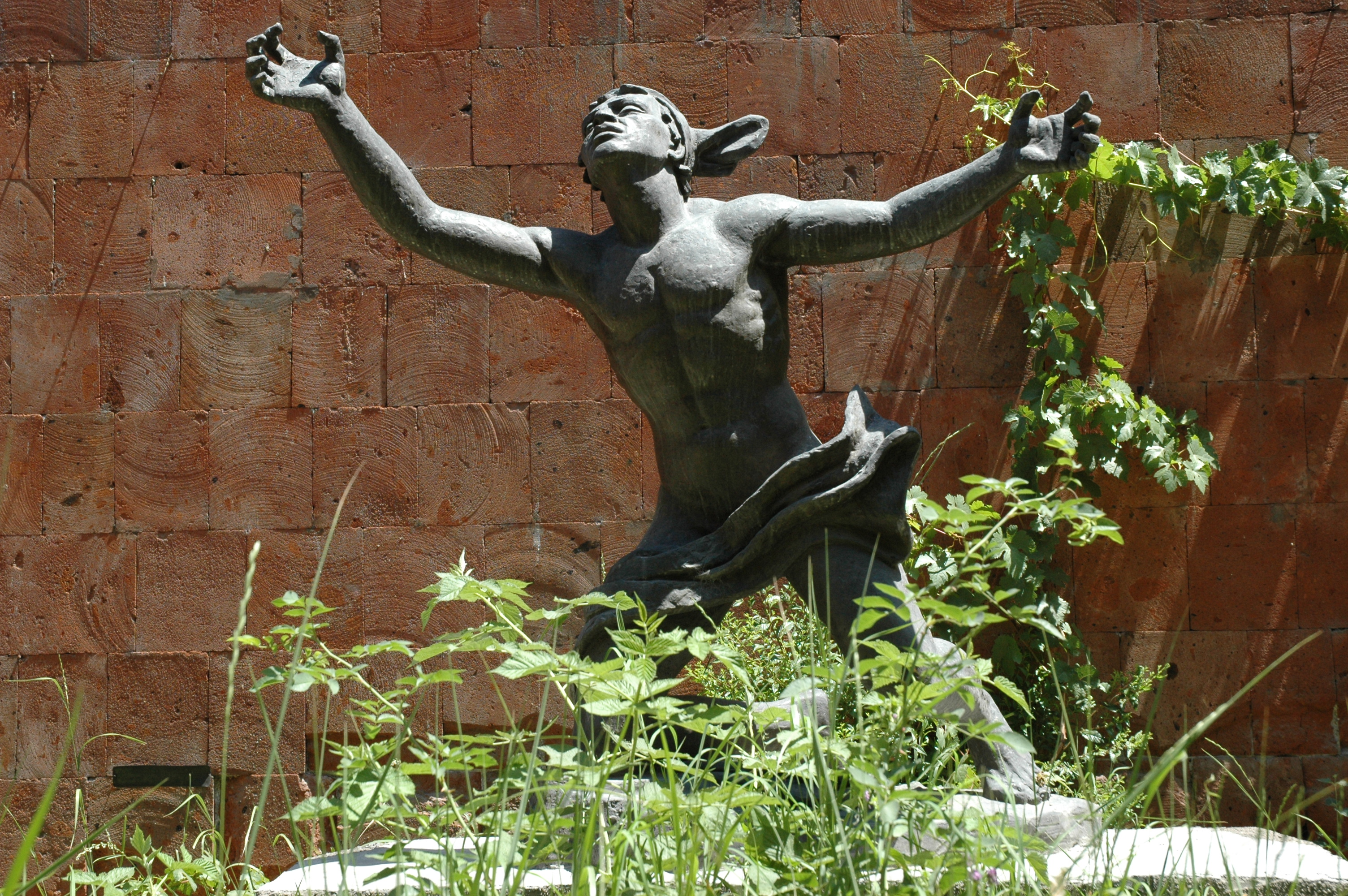
Skulptur av Ara Sargsjan